# Tezepir Moské
Tezepir Moske (azeri: Təzəpir məscidi) er en moske i Baku i Aserbajdsjan.
Opførelsen af moskeen påbegyndtes i 1905 efter tegninger af arkitekt Ziver bej Ahmadbejov under beskyttelse af Nabat Khanum Ashurbajova. Efter beskytterens død ophørte byggeriet. Ikke længe efter fortsatte byggeriet dog under Ashurbajovas søns beskyttelse, og moskeen stod færdig i 1914.
Kun tre år efter opførelsen blev bedehuset lukket i kølvandet på Oktoberrevolutionen i 1917. Moskeen blev brugt både som biograf og hølade til 1943, hvorefter bygningen igen blev moske. Moskeens akhund er stormuftien for Kaukasus Allahşükür Paşazadə.